# USS S-5 (SS-110)
USS S-5 (SS-110) – amerykański okręt podwodny serii S-3 typu S, będącej trzonem amerykańskiej floty podwodnej w okresie okresie międzywojennym. Zatonął 1 września 1920 roku w Zatoce Delaware na skutek wypadku.